# Górnoie (Primórie)
|  | Per a altres significats, vegeu «Górnoie». |

Górnoie (en rus: Го́рное) és un poble (possiólok) del krai de Primórie, a l'Extrem Orient de Rússia, que en el cens del 2010 tenia 1.860 habitants.